# ناوشکن کلاس اساشیو
ناوشکن کلاس اساشیو (به انگلیسی: Asashio-class destroyer) یک کلاس از کشتی است که طول آن ۱۱۱ متر (۳۶۴ فوت) می‌باشد.